# Backus (Minnesota)
Pour les articles homonymes, voir Backus.
La ville de Backus est située dans le comté de Cass, dans l’État du Minnesota, aux États-Unis. Sa population s’élevait à 250 habitants lors du recensement de 2010, estimée à 248 habitants en 2016.

## Démographie
| Groupe            | Backus | Minnesota | États-Unis |
| ----------------- | ------ | --------- | ---------- |
| Blancs            | 94,8   | 85,3      | 72,4       |
| Métis             | 3,6    | 2,4       | 2,9        |
| Amérindiens       | 0,8    | 1,1       | 0,9        |
| Autres            | 0,8    | 11,2      | 23,8       |
| Total             | 100    | 100       | 100        |
|                   |        |           |            |
| Latino-Américains | 0,8    | 4,7       | 16,7       |

Selon l'American Community Survey, pour la période 2011-2015, 99,65 % de la population âgée de plus de 5 ans déclare parler anglais à la maison, alors que 0,35 % déclare parler l'allemand.